# Gerald Hodges
Gerald Davon Hodges (Woodbury, 17 gennaio 1991) è un giocatore di football americano statunitense che gioca nel ruolo di middle linebacker per gli Arizona Cardinals della National Football League (NFL). Fu scelto dai Vikings nel corso del quarto giro (120º assoluto) del Draft NFL 2013. Al college ha giocato a football alla Penn State University.

## Carriera professionistica

### Minnesota Vikings
Hodges fu scelto nel corso del quarto giro del Draft 2013 dai Minnesota Vikings, riunendosi al compagno di reparto e di squadra di Penn State Michael Mauti, selezionato dai Vikings nel medesimo Draft
Impiegato come linebacker di riserva, Hodges debuttò come professionista nel 4º incontro della stagione che vedeva i Vikings impegnati contro gli Steelers al Wembley Stadium di Londra in una delle due gare delle NFL International Series della stagione 2013. La partita coincise con la prima vittoria stagionale della franchigia del Minnesota e vide Hodges mettere a segno il primo tackle (solitario) in carriera.

#### 2015
Nominato da Mike Zimmer come nuovo middle linebacker titolare alla vigilia della settimana 1, in questo nuovo ruolo Hodges debuttò nell'incontro del Monday Night Football in cui i Vikings furono sconfitti per 3-20 dai 49ers padroni di casa, mettendo a referto 8 tackle di cui 5 solitari e 3 assistiti. La settimana successiva, con 5 tackle (3 solitari e 2 assistiti) ed un passaggio deviato contribuì alla vittoria dei Vikings per 26-16 sui Lions rivali divisionali.

## Statistiche
| Partite totali      | 25  |
| Partite da titolare | 7   |
| Tackle              | 71  |
| Sack                | 0,5 |
| Intercetti          | 1   |
| Touchdown           | 1   |

Statistiche aggiornate alla stagione 2014